# Partito Nuovo Spirito
Il Partito Nuovo Spirito (in albanese: Partia Fryma e re) è stato un partito politico kosovaro. 

## Risultati elettorali
| Elezione          | Voti   | % | Seggi   |
| ----------------- | ------ | - | ------- |
| Parlamentari 2010 | 15.156 |   | 0 / 120 |